# Tatort: Bienzle und der Todesschrei
Bienzle und der Todesschrei ist eine Folge der Krimireihe Tatort. Die Erstausstrahlung des vom Südwestrundfunk unter der Regie von Hartmut Griesmayr produzierten Beitrags fand am 9. September 2001 im Ersten Deutschen Fernsehen statt. Es handelt sich um die 479. Episode der Filmreihe sowie die vierzehnte mit dem Stuttgarter Kommissar Ernst Bienzle.

## Handlung
Florian Merkl hat sich in seine Musiklehrerin verliebt und auf einer Klassenfahrt auch eine Nacht mit ihr verbracht. Wieder zurück erklärt sie ihm, dass er sich keine weiteren Hoffnungen machen soll. Sie ist verheiratet und wird ihren Mann nicht verlassen. Dieser ist ebenfalls Lehrer an der Schule und hat mit einer Schülergruppe eine Hackerattacke begonnen. In der Folge erhalten die Schüler Drohmails und es erfolgt auch ein Überfall vermummter Täter, die ihre Computer und Monitore zerstören. Florian, der sich aus Liebeskummer in die „Computerzentrale“ der Gruppe zurückgezogen hatte, wird Zeuge dieses Überfalls. Am nächsten Tag wird er tot aufgefunden. Jemand hat ihn gefesselt auf Bahngleise gelegt, wo er von einem Zug erfasst und getötet wurde. Die Obduktion ergibt, dass Florian zuvor mit einem sehr starken Schmerzmittel betäubt wurde.
Die Kommissare Bienzle und Gächter übernehmen den Fall und vermuten eine Art Hinrichtung. Sie erfahren, dass Florian eine große Sensibilität besaß, die er selten zeigte und meist hinter Aggressionen verbarg. Sein einziger und bester Freund war Tim Holzmann. Bei allen anderen galt er als Einzelgänger. Als sie Tim befragen wollen, finden sie ihn total betrunken vor. Da der Junge nicht in der Schule war, aber offensichtlich von Florians Tod wusste, kommt er durchaus als Täter in Betracht und er wird zur Ausnüchterung erst einmal nach Hause gebracht. Bienzle erfährt von den zerstörten Computern und versucht herauszufinden, wem die jungen Leute mit ihren Internetaktivitäten in die Quere gekommen waren. Dazu suchen sie den Mathematiklehrer Peter Reich auf, der zugibt, seinen Schülern bei ihren Freizeitaktivitäten geholfen zu haben. Das bringt die Ermittler zunächst nicht viel weiter, doch findet Gächter mit der Zeit heraus, dass sich die Gruppe in die Handelsbank gehackt hatte. Dort arbeitet Florians Vater. Als Bienzle ihn darauf anspricht, gibt er zu, dass sein Sohn heimlich, mithilfe seines Passwortes und eines eingeschleusten Virus, die Bank um 200.000 DM erleichtert hatte. Doch für ein Geldinstitut erscheint dies kein so großer Verlust, dass man dafür eine so spektakuläre Racheaktion planen würde.
Bienzle befragt Tim Holzmann, nachdem er wieder richtig nüchtern ist. Nach seiner Aussage wären zwei Männer spät abends in ihrer „Computerzentrale“ aufgetaucht und hätten Florian mitgenommen. Nachdem der Kommissar von einem Klassenkameraden Florians erfährt, dass Peter Reich bei der Hackerei mitverdient und seine Frau mit Florian eine Affäre hatte, wird der Mathematiklehrer zum Hauptverdächtigen. Er räumt ein, die Computer zerstört zu haben, damit die Hackerei aufhört und nicht noch schlimmeres passiert. Mit Florians Tod hätte er nichts zu tun. Dieser Überzeugung ist auch Bienzle, der immer mehr kleine Hinweise findet, die darauf deuten, dass Florian vorhatte sich umzubringen. Insbesondere das Verhalten von seinem besten Freund Tim erscheint ihm auffällig. Nachdem dieser spät abends zu den Bahngleisen fährt, wo Florian starb, folgt ihm Bienzle und kann ihn im letzten Moment davon abhalten, ebenfalls von einem Zug überrollt zu werden. Tim gibt zu Florian auf das Gleis gelegt zu haben, weil dieser das so wollte. Damit sich Manu Reich nicht schuldig fühlen sollte, hatte er gewollt, dass es auf keinen Fall nach einem Selbstmord aussah.

## Hintergrund
Die Dreharbeiten zu Bienzle und der Todesschrei erfolgten vom 13. März bis zum  12. April 2001 in Stuttgart, Baden-Baden, Karlsruhe und in Tschechien unter dem Arbeitstitel Bienzle und die jungen Wilden.
Einige Szenen wurden bei einem Konzert der Metal-Band Nevermore in Stuttgart gedreht.

## Rezeption

### Einschaltquoten
Bei der Erstausstrahlung am 9. September 2001 haben 7,65 Millionen Zuschauer die Sendung verfolgt, was einen Marktanteil von 23,1 Prozent entsprach.

### Kritik
Die Kritiker bei Kino.de meinen: „So sympathisch altmodisch, wie Kriminalhauptkommissar Bienzle (Dietz Werner Steck) seine Fälle zu lösen pflegt, erzählt auch Griesmayr. Mit Behäbigkeit hat das nichts zu tun; vielmehr mit ruhigen Einstellungen und viel Sorgfalt fürs Detail. Authentische Charaktere sind Griesmayr wichtiger als Effekthaschereien.“